# George White (Politiker, 1872)

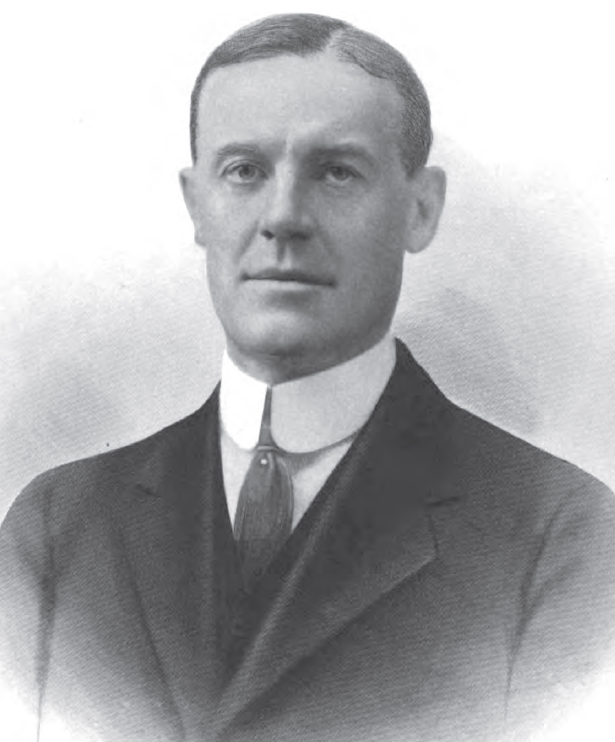
George White

George White (* 21. August 1872 in Elmira, New York; † 15. Dezember 1953 in Palm Beach, Florida) war ein US-amerikanischer Politiker und von 1931 bis 1935 der 52. Gouverneur des Bundesstaates Ohio.

## Frühe Jahre
Bereits im Jahr 1874 zog White mit seinen Eltern nach Titusville in Pennsylvania. Dort besuchte er die örtlichen Schulen. Später studierte er dann bis 1895 an der Princeton University. Danach arbeitete er in verschiedenen Stellungen, war unter anderem Holzfäller, betätigte sich auf den Ölfeldern in Pennsylvania und arbeitete einige Zeit als Lehrer. Während des Goldrausches in Alaska versuchte auch er sein Glück am Klondike. Im Jahr 1902 ließ er sich in Marietta (Ohio) nieder. Dort stieg er in das Ölgeschäft ein. Er war in dieser Branche an Unternehmen in verschiedenen US-Bundesstaaten beteiligt.

## Politischer Aufstieg
George White gehörte der Demokratischen Partei an. Zwischen 1905 und 1908 war er Mitglied des Repräsentantenhauses von Ohio. Von 1911 bis 1915 und nochmals von 1917 bis 1919 hatte er einen Sitz im US-Repräsentantenhaus in Washington. Im Jahr 1920 war er Vorsitzender des Democratic National Committee und Wahlkampfmanager von James M. Cox bei dessen erfolgloser Präsidentschaftskandidatur. Für die folgenden zehn Jahre zog sich White aus der Politik zurück und widmete sich seinen Ölgeschäften. Im Jahr 1930 kehrte er als Kandidat seiner Partei für die Gouverneurswahlen auf die politische Bühne zurück.

## Gouverneur von Ohio
Nach seiner Wahl trat er das neue Amt am 12. Januar 1931 an und hatte es nach Wiederwahl im Jahr 1933 bis zum 14. Januar 1935 inne. Zu Beginn seiner Regierungszeit steckte das Land noch tief in der großen Wirtschaftskrise. Die Arbeitslosenzahlen stiegen, Banken brachen zusammen und viele Bürger hungerten. Der Gouverneur versuchte das Problem mithilfe der Steuerpolitik zu lösen. Der Durchbruch zur Besserung kam aber erst mit der New-Deal-Politik der Bundesregierung unter Präsident Franklin D. Roosevelt. Obwohl auch Ohio von Roosevelts Innenpolitik profitierte, war White kein Freund des Präsidenten. Im Jahr 1940 unterstützte er sogar Wendell Willkie, den republikanischen Gegenkandidaten Roosevelts. Während Whites Amtszeit als Gouverneur wurde in Ohio eine Autobahnpolizei (State Highway Patrol) gegründet. Außerdem wurde ein System zur Kontrolle des Alkoholkonsums eingeführt.

## Weiterer Lebenslauf
Nach Ablauf seiner Amtszeit widmete sich White wieder seinen privaten Geschäften, blieb aber auch politisch aktiv. Im Jahr 1940 strebte er erfolglos eine weitere Nominierung seiner Partei für die Gouverneurswahlen an. George White war außerdem im Vorstand der People’s Banking & Trust Company in Marietta. Er war zweimal verheiratet und hatte insgesamt sechs Kinder.